# Fazlallāh Astarābādī
Fazlallāh Astarābādī (persisch فضل الله شهاب الدين بن بهاء الدين (ابى محمد) استرآبادى, DMG Fażlallāh Šihāb ad-Dīn ibn Bahāʾ ad-Dīn (oder: ibn Abī Muḥammad) Astarābādī; * 1339/40 in Astarabad; † 1394 bei Naxçıvan) war der Gründer der mystischen Hurūfīya-Bewegung. Er ist auch unter den Namen Fazlallāh Hurūfī, Fazlallāh Tabrīzī sowie unter seinem Tachallus Naʿīmī bekannt, den er für eine kleine Gedichtsammlung verwendete.
Die mittelalterlichen Wissenschaftler gehen davon aus, dass Fazlallāh zur Entdeckung seiner Lehre um ca. 1386 in Täbris gekommen ist. Er hat in Baku sein Zentrum der Hurufismus-Bewegung gegründet.
Seine bekanntesten Werke sind das Dschawidannama („Buch über Ewigkeit“), auch als Dschawidan-e kabir („Große Ewigkeit“) bekannt, das Wasiyyatnama („Testament“), das Mahabbatnama („Buch über Liebe“) und das Iskandarnama („Alexander-Buch“). Bei der Lehre des Hurufismus handelt es sich um eine Variante des Sufismus, die, ähnlich wie in der jüdischen Kabbala, durch die Interpretation des Alphabets und das Studium des numerischen Wertes der Buchstaben heiliger Texte religiöse Erkenntnisse und Erlösung erstrebt.
Fazlallāh verbreitete seine Lehre so intensiv und erfolgreich, dass sie bald nicht nur in Aserbaidschan, sondern im ganzen Orient sehr beliebt wurde. Er versuchte sogar, den Herrscher Timur zu seinem Anhänger zu machen, wurde aber verhaftet und im Schloss von Alindscha in der Nähe von Naxçıvan 1394 hingerichtet. Hier (vermutlich im kleinen Alindscha-Chanegah-Mausoleum) wurde er auch beigesetzt. Seine Schüler, vor allem Imad ad-Din Nasimi, verbreiteten aber seine Lehre erfolgreich weiter.
Durch die Ausbreitung des Hurufismus in Anatolien lassen sich viele Elemente dieser Lehre bei den Aleviten wiederfinden. Im heutigen Albanien werden in einigen Bektaschi-Dörfern die Lehren Fazlallāhs immer noch gelehrt.